# Albumy numer jeden w roku 1947 (USA)
Lista najlepiej sprzedających się albumów w Stanach Zjednoczonych w 1947 tworzona przez magazyn Billboard.

## Historia notowania
| Data publikacji | Album                             | Artysta                  |
| --------------- | --------------------------------- | ------------------------ |
| 4 stycznia      | Merry Christmas                   | Bing Crosby              |
| 11 stycznia     | All The Favorites                 | Harry James              |
| 18 stycznia     | Glenn Miller                      | Glenn Miller z orkiestrą |
| 25 stycznia     | Glenn Miller                      | Glenn Miller z orkiestrą |
| 1 lutego        | Al Jolson, Vol. 1                 | Al Jolson                |
| 8 lutego        | Glenn Miller                      | Glenn Miller z orkiestrą |
| 15 lutego       | Al Jolson, Vol. 1                 | Al Jolson                |
| 22 lutego       | Al Jolson, Vol. 1                 | Al Jolson                |
| 1 marca         | Al Jolson, Vol. 1                 | Al Jolson                |
| 8 marca         | Al Jolson, Vol. 1                 | Al Jolson                |
| 15 marca        | Al Jolson, Vol. 1                 | Al Jolson                |
| 22 marca        | Al Jolson, Vol. 1                 | Al Jolson                |
| 29 marca        | Al Jolson, Vol. 1                 | Al Jolson                |
| 5 kwietnia      | Al Jolson, Vol. 1                 | Al Jolson                |
| 12 kwietnia     | Al Jolson, Vol. 1                 | Al Jolson                |
| 19 kwietnia     | Al Jolson, Vol. 1                 | Al Jolson                |
| 26 kwietnia     | Al Jolson, Vol. 1                 | Al Jolson                |
| 3 maja          | Al Jolson, Vol. 1                 | Al Jolson                |
| 10 maja         | Al Jolson, Vol. 1                 | Al Jolson                |
| 17 maja         | Al Jolson, Vol. 1                 | Al Jolson                |
| 24 maja         | Al Jolson, Vol. 1                 | Al Jolson                |
| 31 maja         | Al Jolson, Vol. 1                 | Al Jolson                |
| 7 czerwca       | Al Jolson, Vol. 1                 | Al Jolson                |
| 14 czerwca      | Al Jolson, Vol. 1                 | Al Jolson                |
| 21 czerwca      | Al Jolson, Vol. 1                 | Al Jolson                |
| 28 czerwca      | Al Jolson, Vol. 1                 | Al Jolson                |
| 5 lipca         | Al Jolson, Vol. 1                 | Al Jolson                |
| 12 lipca        | Al Jolson, Vol. 1                 | Al Jolson                |
| 19 lipca        | Al Jolson, Vol. 1                 | Al Jolson                |
| 26 lipca        | Al Jolson, Vol. 1                 | Al Jolson                |
| 2 sierpnia      | Dorothy Shay Sings                | Dorothy Shay             |
| 9 sierpnia      | Dorothy Shay Sings                | Dorothy Shay             |
| 16 sierpnia     | Al Jolson Souvenir Album          | Al Jolson                |
| 23 sierpnia     | Al Jolson Souvenir Album          | Al Jolson                |
| 30 sierpnia     | Al Jolson Souvenir Album          | Al Jolson                |
| 6 września      | Al Jolson Souvenir Album          | Al Jolson                |
| 13 września     | Al Jolson Souvenir Album          | Al Jolson                |
| 20 września     | Al Jolson Souvenir Album          | Al Jolson                |
| 27 września     | Dorothy Shay Sings                | Dorothy Shay             |
| 4 października  | Al Jolson Souvenir Album          | Al Jolson                |
| 11 października | Dorothy Shay Sings                | Dorothy Shay             |
| 18 października | Al Jolson Souvenir Album          | Al Jolson                |
| 25 października | Dorothy Shay Sings                | Dorothy Shay             |
| 1 listopada     | Al Jolson Souvenir Album          | Al Jolson                |
| 8 listopada     | Glenn Miller Masterpieces Vol. II | Glenn Miller z orkiestrą |
| 15 listopada    | Merry Christmas                   | Bing Crosby              |
| 22 listopada    | Merry Christmas                   | Bing Crosby              |
| 29 listopada    | Merry Christmas                   | Bing Crosby              |
| 6 grudnia       | Merry Christmas                   | Bing Crosby              |
| 13 grudnia      | Merry Christmas                   | Bing Crosby              |
| 20 grudnia      | Merry Christmas                   | Bing Crosby              |
| 27 grudnia      | Merry Christmas                   | Bing Crosby              |